# Leucobryum perangustum
Leucobryum perangustum är en bladmossart som beskrevs av Bescherelle 1902. Leucobryum perangustum ingår i släktet Leucobryum och familjen Dicranaceae. Inga underarter finns listade i Catalogue of Life.